# Geschriebenstein (Pass)
Der Geschriebenstein ist ein 802 m ü. A. hoher Pass zwischen Lockenhaus und Rechnitz im Burgenland. Die Geschriebenstein Straße
führt hier über das Günser Gebirge. Knapp 2 km westlich liegt der höchste Punkt des Gebirgszugs, der Geschriebenstein.

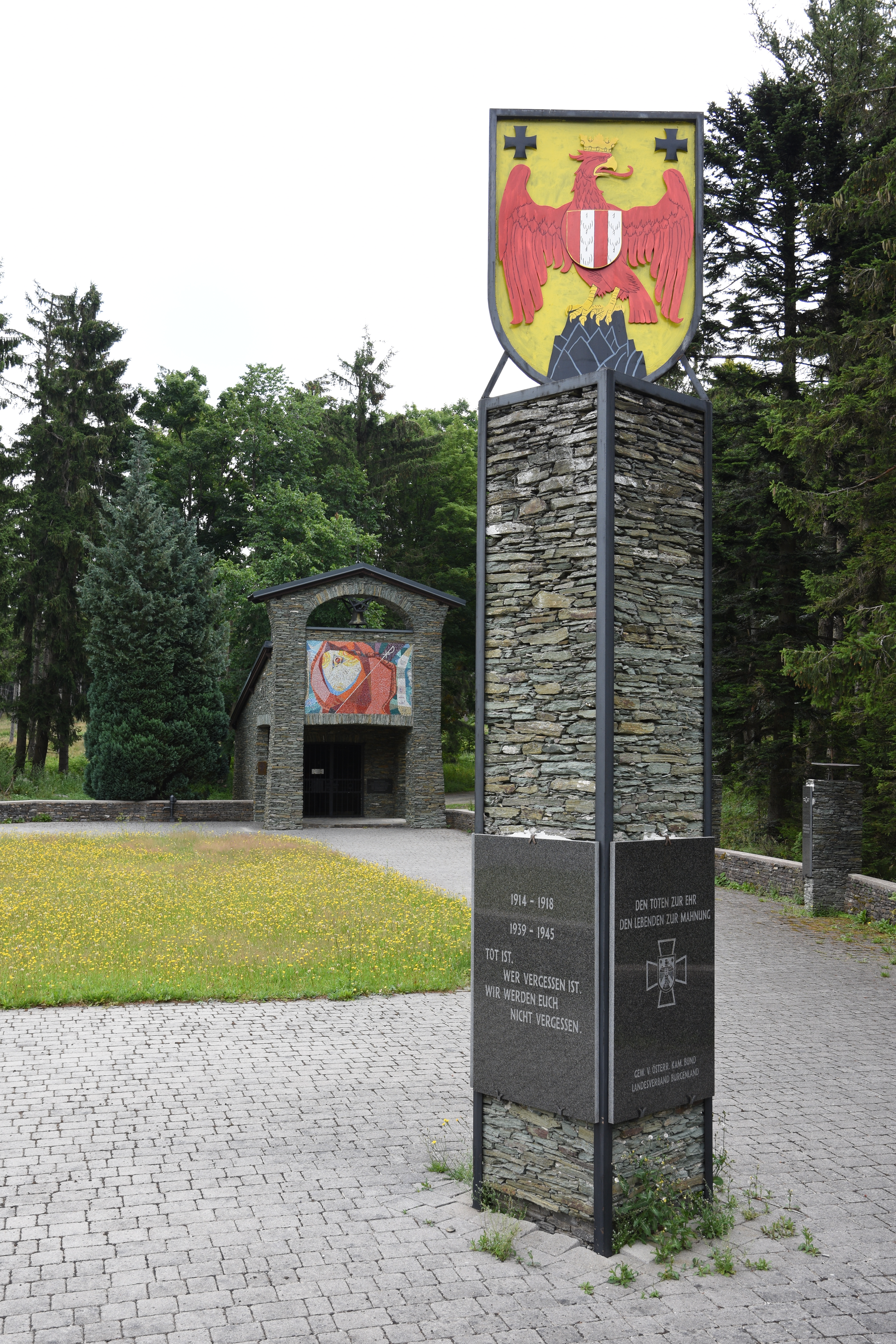
Landesehrenmal des Burgenlandes

Auf der Passhöhe befindet sich das Landesehrenmal des Burgenlandes, das 1961 zum Gedenken an die Gefallenen beider Weltkriege errichtet wurde. Die künstlerische Gestaltung stammt von Feri Zotter.